# DJスネーク
- DJスネーク
- DJ スネイク

ウィリアム・サミ・エティエンヌ・グリガシネ (フランス語: William Sami Étienne Grigahcine、 1986年6月13日 -  ) は、DJスネーク（DJ Snake)の名で知られるフランスの音楽プロデューサー、トラックメイカー、作曲家、編曲家の音楽アーティスト、DJ。

## 生い立ち
アルジェリア人の両親のもと、パリ郊外のエルモンという町で生まれる。

## キャリア
2009年にプロデュースを開始。
DJになったきっかけは、1995年に公開されたフランス映画『La Haine』を観たことから。
同作中に出てくるDJが、華麗にスクラッチしている姿に惹かれ、DJになりたいと思ったという。当時は14歳だった。
レディー・ガガの『ボーン・ディス・ウェイ』に収録されている“Government Hooker”をプロデュース(2011年頃)するなどの後、頭角を現したDJ Snakeは大物プロデューサーのDiplo率いるレーベルMad Decentから曲を発表するようになる。
そして2015年には、同じくDiploが率いるMajor LazerとMØとともに“Lean On”を発表し、世界的なセールスを記録する。2016年にはDJ Snake名義としては初となるアルバムEncoreを発表。このアルバムにはジャスティン・ビーバーをフィーチャリングした”Let Me Love You”などを収録。